# TED (konferencia)

Az alapítvány logója

A TED (Technology, Entertainment, Design – technológia, szórakoztatás, dizájn) konferenciák globális sorozata, melyeket a nonprofit Sapling Foundation (alapítvány) rendez. A konferenciák témáját kifejezi a szervezők fő jelszava: „ideas worth spreading”, azaz olyan gondolatok, amelyeket érdemes terjeszteni. A rendezvény különlegessége, hogy az előadók számára csupán 18 perc áll rendelkezésre, hogy átadják az információt, amit kívánnak, ugyanakkor inspirálják a hallgatóikat.
A TED weboldalán lehetőség van a videók feliratozására, ennek eredményeképpen már több mint 1800 videó érhető el magyar felirattal.

## Története
Ugyan az alapítvány 1996-ban jött létre, az első konferencia 1984-ben zajlott le. Egyszeri eseménynek szánták, azonban 1990-től már évente megrendezésre került a kaliforniai Montereyban. A korai években a technológiára és a dizájnra helyezték a hangsúlyt. Jelenleg Long Beach és Palm Springs településeken tartják a rendezvényt az Egyesült Államokban, de Európában és Ázsiában is vannak már előadások, továbbá az interneten élőben is lehet követni az eseményeket. Az előadók között olyan hírességek szerepelnek, mint például Bill Clinton, Jane Goodall, Malcolm Gladwell, Al Gore, Gordon Brown, Richard Dawkins, Bill Gates, Larry Page és Sergey Brin (a Google alapítói), továbbá rengeteg Nobel-díj nyertes. A TED jelenlegi főszervezője a brit Chris Anderson.
2007 óta az előadások ingyenesen elérhetők az interneten a Creative Commons licenc alatt, 2010-ben már több mint 700 előadás volt megtekinthető.
2009 áprilisára már 250 millió megtekintést generált több mint 25 millió látogató.

## TEDx
TEDx-ek önálló TED-események, amik bárki által megszervezhetőek, akik ingyenes TED engedéllyel rendelkeznek, és beleegyeznek néhány feltétel betartásába. A TEDx rendezvények nonprofitok, de olykor díjhoz kötött a látogatásuk, vagy szponzorok segítségével fedezik a költségeket. Az előadóknak sem jár juttatás. Ezen felül fel kell adniuk a szerzői jogukat minden felhasznált anyaggal kapcsolatban, mert ezeket a TED esetenként szerkesztheti és továbbíthatja. 
A TEDx eseményeket önkéntesek szervezik a helyi közösségekben, és – akárcsak a TED-események esetén – itt sincs szerepe semmilyen hirdetési, vallási vagy politikai célnak. A cél, hogy beszélgetéseket indítson, kapcsolódást és közösségeket segítsen elő. 
2014-ig a TEDxTalk-ok könyvtára 30.000 filmet és prezentációt tartalmazott több mint 130 országból.

## Magyarországi TEDx-rendezvények
Jelenleg 4 magyarországi, független szervezésű, a TED elveit és szellemiségét követő eseményt rendeznek. Ezek a konferenciák a TEDx előtaggal rendelkeznek.
TEDxDanubia
Az első előadását 2010. január 27-én Budapesten rendezték. Az előadásai ingyenesen elérhetőek a weboldalon. A következő konferenciák időpontját az interneten lehet követni.
TEDxBalaton
Időrendileg a második megrendezett hazai TEDx-konferencia. Első előadását 2010. június 4-én Siófokon tartották. A weboldalán elérhetőek az előadások.
TEDxYouth@Budapest
Rendezvényei már zajlanak.
TEDxPannonia
Rendezvényei már zajlanak.
TEDxDebrecen (TEDxNagyerdő)
Az első TEDxNagyerdő 2012.10.18-án került megrendezésre Debrecenben. Az eseményre azóta is minden év októberében sor kerül, ezzel a debreceni a legnagyobb múltra visszatekintő vidéki TEDx-rendezvény Magyarországon. 2016-ban a TED engedélyezte, hogy a rendezvény felvegye a város nevét, így azóta TEDxDebrecen néven fut ugyanaz az esemény.
TEDxSomlóiStWomen
2012. december 2-án rendezik meg Budapesten. Ez lesz az első TEDxWomen-licenc alapján szervezett, kifejezetten nőknek szóló, a nőket ünneplő TEDx konferencia Magyarországon.

##### TEDxLibertyBridgeWomen
2017 óta évente rendezik meg Budapesten a TEDWomen globális eseményhez kapcsolódóan, a női erőhöz kapcsolódó gondolatokat terjesztve. A szervezők küldetése, hogy olyan közösséget hozzanak létre, ahol a különböző női szervezetek és szigetszerű kezdeményezések összetalálkoznak, és egymást erősítve támogatják mindazon nőket és férfiakat Magyarországon, akik 21. századi, európai szellemiségben gondolkodnak és élnek. Az előadások ingyenesek elérhetőek a weboldalon.
TEDxBudapest
Szervezési fázisban tart.
TEDxGyőr
Az első találkozót 2018. szeptember 15-én Győrben rendezték.

## Galéria

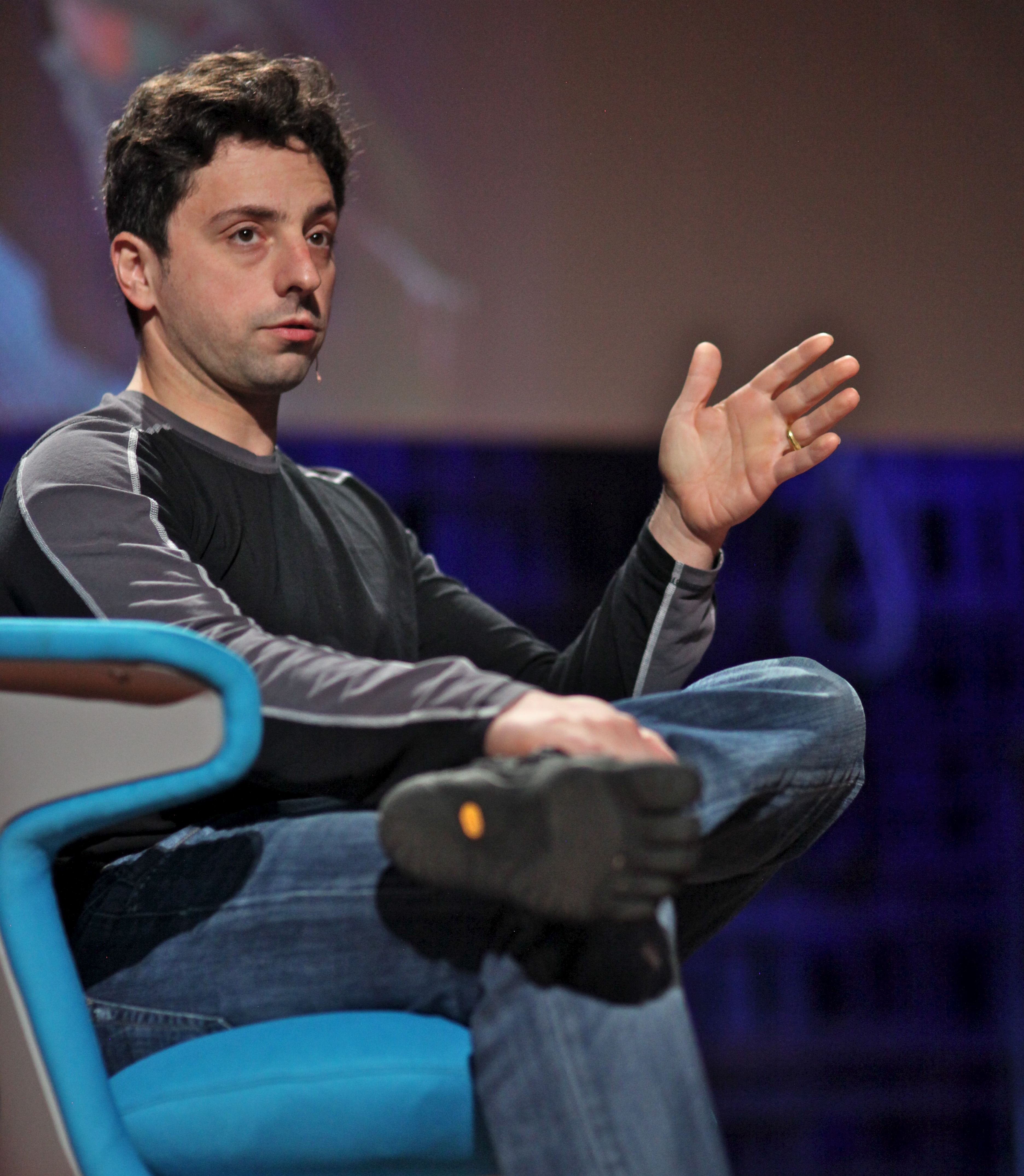
Sergey Brin (2010)
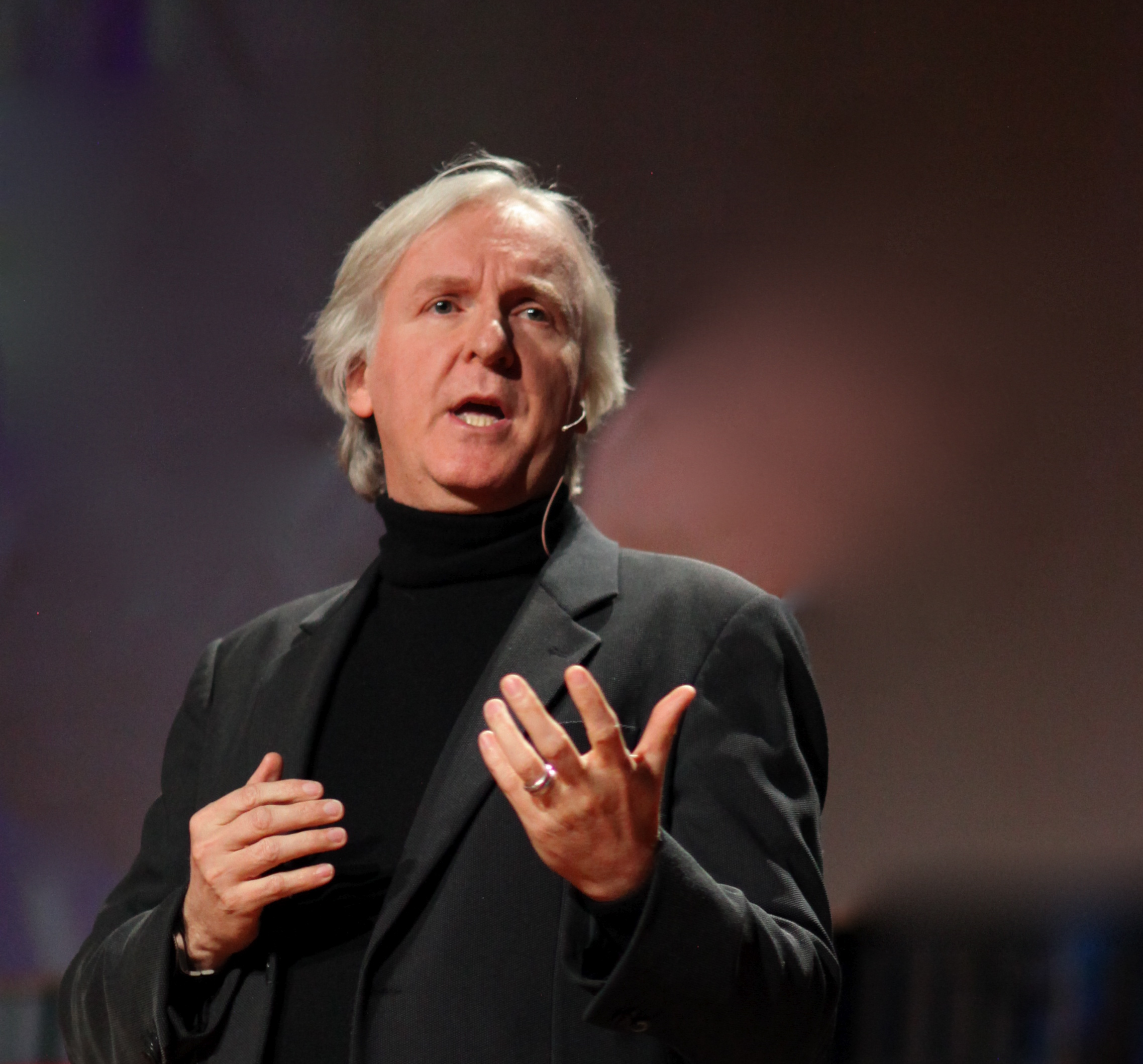
James Cameron (2010)
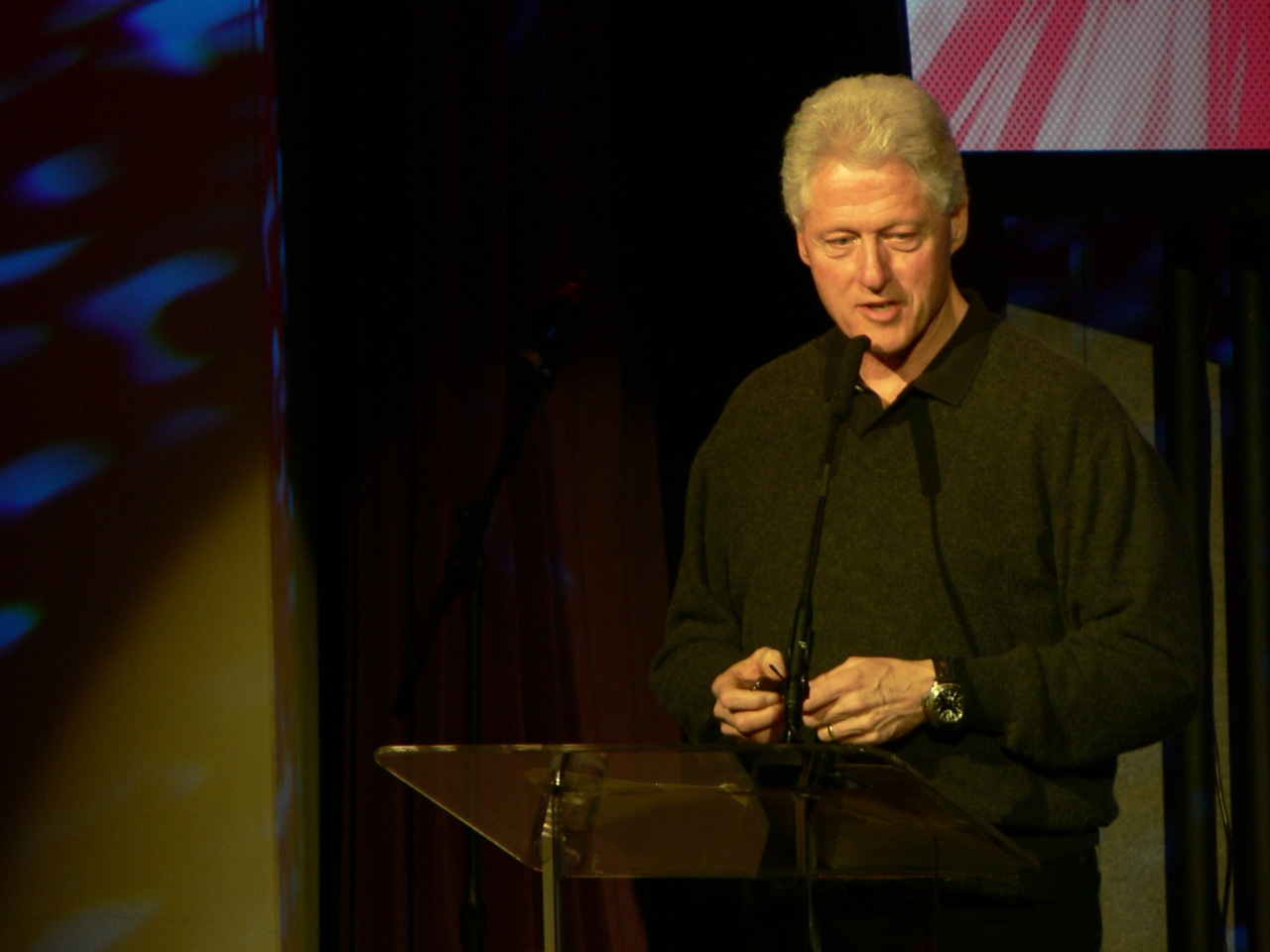
Bill Clinton (2007)
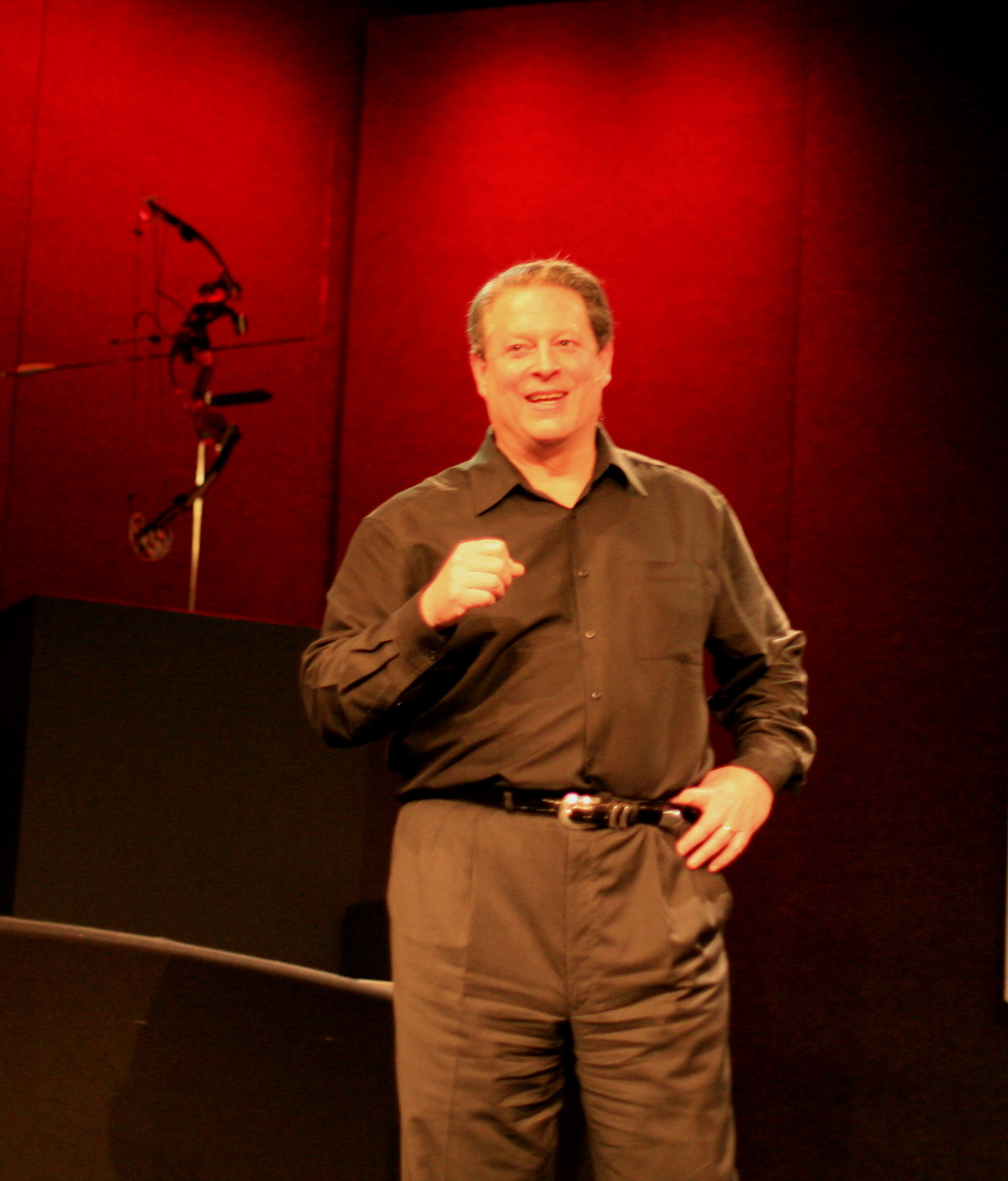
Al Gore (2006)
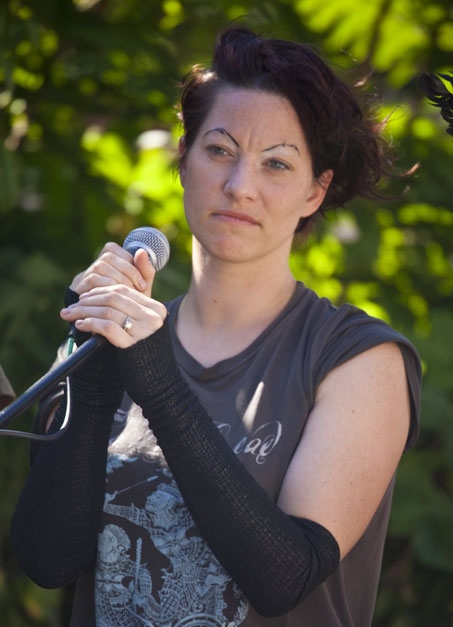
Amanda Palmer (2014)
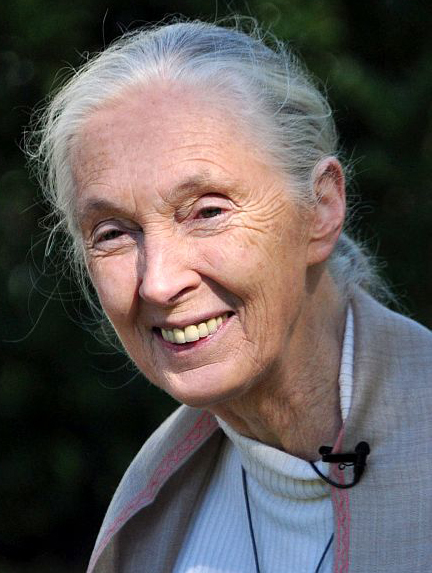
Jane Goodall (2007)
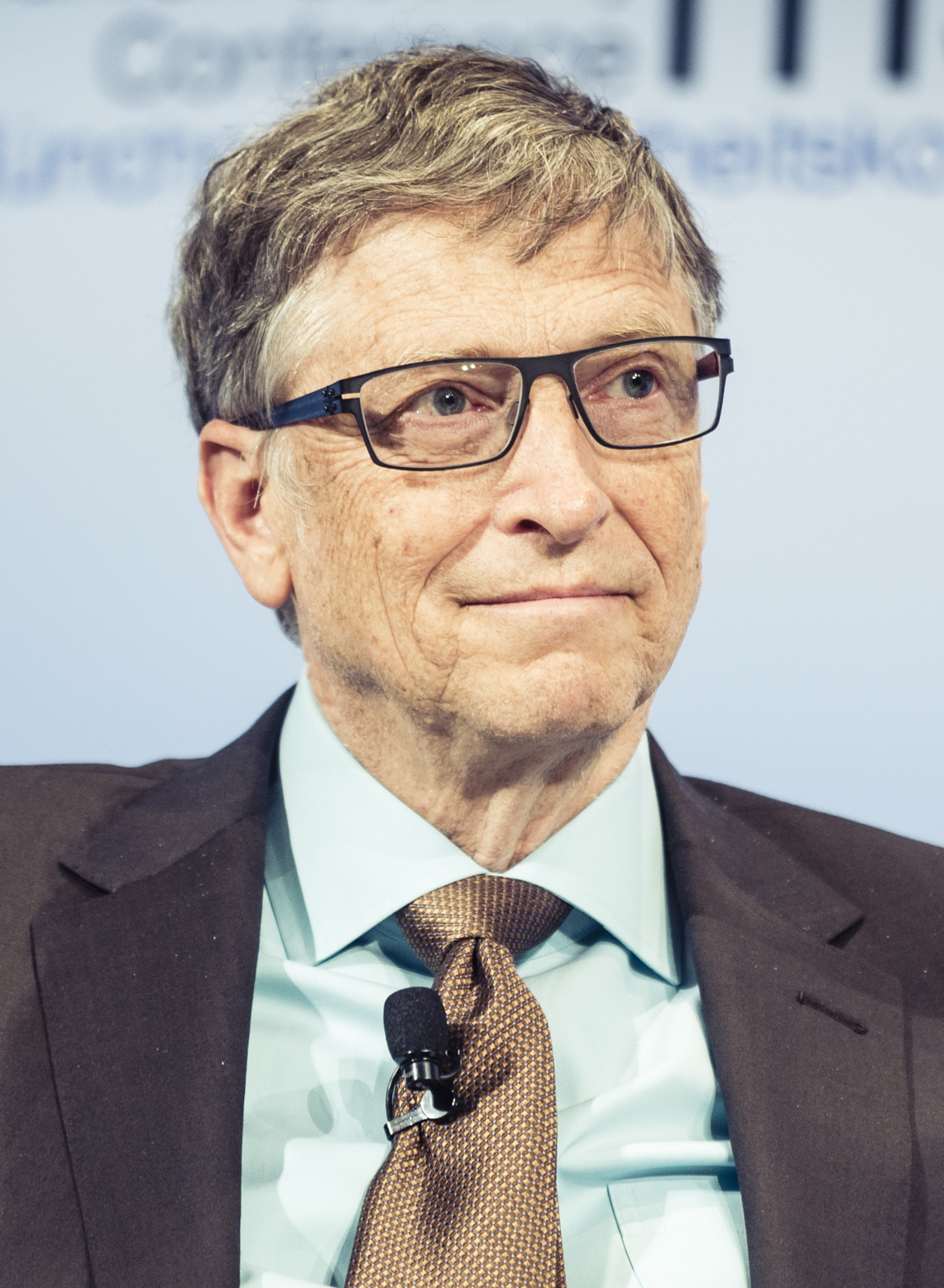
Bill Gates (2015)
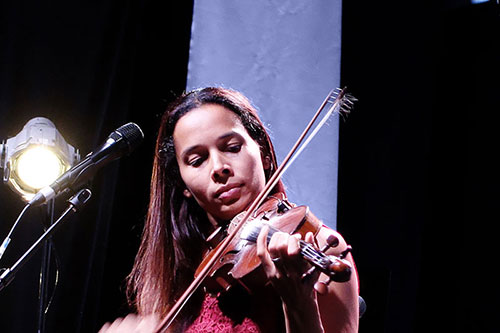
Rhiannon Giddens (2016)
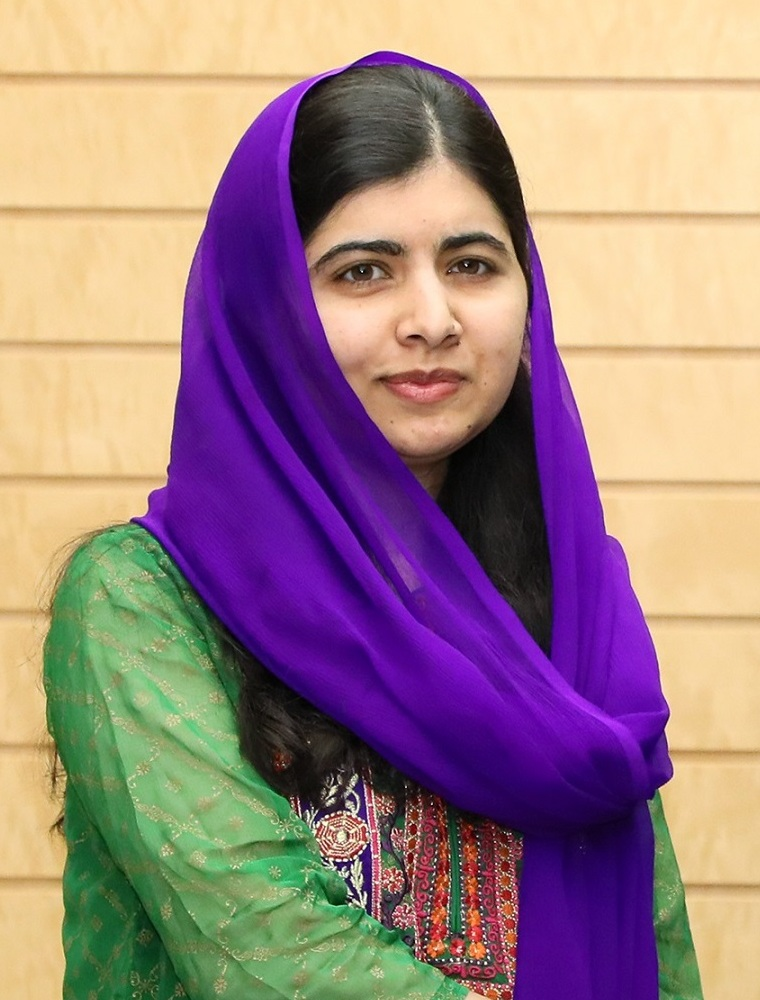
Malala Yousafzai (2020)